# Diplasterias brandti
Diplasterias brandti är en sjöstjärneart som först beskrevs av Bell 1881.  Diplasterias brandti ingår i släktet Diplasterias och familjen trollsjöstjärnor. Inga underarter finns listade i Catalogue of Life.